# 鱼盘
《鱼盘》(又名鱼)，是1988年在中国的上映的一部动画片。是上海美术电影制片厂的方润南导出来的一部动画，该动画通过彩色盘子上的一条鱼的表现来表达作者对环境污染的感受。该作在1988年第一届上海国际动画电影节荣获A组第一名。该作还收到了外国人的注意。

## 剧情简介
有一个洁白的盘子里有一条鱼的画，旁边还有一条铜鸟在唱歌，然而随着盘子变黑，以及铜鸟所在的地方的溃烂，从而造成了铜鸟的离去，盘子的鱼变成了一条鱼骨……